# Джуманджи (книга)
«Джума́нджи» (англ. Jumanji) — 32-страничная книжка с картинками для детей, написанная и проиллюстрированная американским автором Крисом Ван Оллсбургом в 1981 году. Книга рассказывает о волшебной настольной игре, играя в которую игроки могут призвать настоящих животных и другие элементы джунглей; опасности, с которыми в игре сталкивается игрок, переносятся в реальную жизнь. 
За эту книгу в 1982 году Ван Олсбург был удостоен  своей первой Медали Калдекотта. В 1995 году появилась одноимённая адаптация с Робином Уильямсом в главной роли. По словам актёра, «джуманджи» — зулусское слово, означающее «много эффектов». В 2011 году Уильямс записал аудиокнигу к 30-летию первого издания.

## Сюжет
Когда родители Джуди и Питера ушли из дома на концерт в оперу, детям стало скучно и они пошли гулять в парк. Там они нашли коробку с настольной игрой «Джуманджи» и запиской, в которой был совет — внимательно прочитать инструкцию к игре, а также совет: «Не начинай, если не собираешься закончить». Игнорируя это предупреждение, дети начали играть.
Игра заключалась в том, чтобы бросать кости и продвигаться по клеткам до конца игры. Но когда Питеру выпал лев, в доме внезапно непонятно откуда появился настоящий лев. Питер с трудом удрал от льва, и запер его в маминой спальне. По броску костей Джуди выпали «две обезьяны, которые разгромили кухню»; Питеру — муссон, и пошёл ливень; Джуди — «проводник, который заблудился в джунглях»; Питеру — муха цеце и сонная болезнь (и он действительно тотчас заснул); Джуди выпало «стадо носорогов, которые бежали на неё»; Питеру — удав, который тотчас появился на камине; Джуди выпал вулкан — и лава полилась из камина; но Джуди получила право на повторный ход, который и привёл её к окончанию игры — она прокричала «Джуманджи» и игра закончилась.
То есть в этой волшебной игре каждое выпавшее событие проявлялось в реальной жизни, сея хаос в доме. Но остановить игру было нельзя, поскольку такое правило было записано в «Инструкции к игре». Дети продолжали играть в надежде, что, когда они окончат игру, то всё вернётся на круги своя. И действительно, когда Джуди окончила игру и прокричала: «Джуманджи!», то исчезли все дикие животные и все разрушения в доме. Напуганные Джуди и Питер отнесли игру обратно в парк, быстро вернулись в дом и заснули. Вскоре домой вернулись родители,  побывав на концерте, и пришли с гостями. И когда Джуди и Питер рассказали им о своих приключениях, то взрослые посчитали, что детям всё приснилось. Сидя за столом с гостями, Джуди и Питер выглянули на улицу и увидели соседских братьев Дэнни и Уолтера, возвращавшихся из парка с коробкой «Джуманджи». Мама этих мальчиков, которая сидела тут же за столом среди прочих гостей, сказала Джуди и Питеру, что её сыновья-сорванцы никогда не читают инструкций к играм, и никогда не заканчивают свои настольные игры.

## Адаптации
- «Джуманджи» — полнометражный фильм 1995 года. В отличие от короткого рассказа, в сюжет фильма введены взрослые персонажи, которых не было в первоисточнике. Среди них Алан Пэрриш (Робин Уильямс), Сара Уиттл (Бонни Хант), офицер Карл Бентли (Дэвид Алан Грайр), тётя Нора (Биби Нойвирт) и охотник Ван Пелт (Джонатан Хайд, который также сыграл отца Алана, Сэма Пэрриша). В фильме у детей появилась фамилия — Шепард. Ключевыми отличиями от оригинальной истории является то, что вместо Джуди (Кирстен Данст) и Питера (Брэдли Пирс) главный герой — Алан Пэрриш, нашедший в детстве игру. В повествование добавлена фоновая история, в которой Алан Пэрриш был заточён в «Джуманджи» в течение 26 лет после сделанного им хода в 1969 году. Также в финале нет Дэнни и Уолтера Будвинг, нашедших игру. В фильме Джуди и Питер осиротели после гибели их родителей в автокатастрофе в Канаде, их опекает тётя. Животные, появляющиеся из игры, в отличие от книги устраивают хаос по всему городу, а не только в доме Джуди и Питера. Питер в фильме, пытаясь схитрить, превращается в обезьяну, а игру завершает Алан вместо Джуди. В повествование был добавлен барабанный стук, издающийся из игры, чего также не было в первоисточнике.
- «Джуманджи» — анимационный сериал, основанный на фильме. Транслировался с 1996 по 1999 годы, в общей сложности было показано 40 серий. В отличие от книги и фильма, в мультсериале игра переносит Джуди и Питера в джунгли. Кроме того, Питер превращается в различных животных, пытаясь обмануть игру в нескольких эпизодах. Алан Пэрриш из фильма остаётся в ловушке внутри игры вплоть до финального эпизода.
- «Джуманджи: Зов джунглей» — полнометражный фильм 2017 года. В главных ролях сыграли Дуэйн Джонсон, Джек Блэк, Кевин Харт и Карен Гиллан[4].
- «Джуманджи: Новый уровень» — полнометражный фильм 2019 года. В главных ролях сыграли Дуэйн Джонсон, Джек Блэк, Кевин Харт и Карен Гиллан, Дэнни Де Вито, Дэнни Гловер. Действие происходит спустя год после событий первого фильма.

## Продолжение
В 2002 году была опубликована новая книга писателя, «Затура» — продолжение «Джуманджи». В «Затуре» Дэнни и Уолтер Будвинг из финала истории о «Джуманджи» находят научно-фантастическую настольную игру, которая также привносит действия из игры в реальный мир. Как и «Джуманджи», в 2005 году история получила киноадаптацию.

## Влияние
Книга вдохновила российского певца Михея дать своей группе название «Михей и Джуманджи».